# PONPONPON
《PONPONPON》은 일본 팝 가수 캬리 파뮤파뮤의 데뷔 싱글이다. 그녀의 EP 음반 もしもし原宿 (여보세요 하라주쿠)의 리드 싱글로 발매된 곡으로, 이후에 발매된 정규 1집인 ぱみゅぱみゅレボリューション (파뮤파뮤 레볼루션)에도 수록되었다. CAPSULE의 멤버 나카타 야스타카가 프로듀싱과 작곡을 맡았다. 2011년 7월 20일에 워너 뮤직 재팬에서 디지털 다운로드 형식으로 판매되었다.

## 배경
CAPSULE의 멤버이자, Perfume의 프로듀서로도 잘 알려진 나카타 야스타카에 의해 제작된 곡이다. 그녀의 데뷔 미니앨범 《여보세요 하라주쿠》의 리드 싱글 곡으로 일본을 포함하는 세계 23개국의 아이튠즈 스토어에서 선행 배포됐다.
2012년 8월 시점에 음악 다운로드에서의 누계 판매량은 100만 다운로드를 돌파했다.

## 수록곡
1. PONPONPON [4:44]
작사·작곡·편곡: 나카타 야스타카
반탄 CM 음악

## 뮤직비디오
《PONPONPON》의 뮤직비디오 감독은 다무카이 준이 맡았다. 본 영상은 캬리 파뮤파뮤의 방을 모티브로 제작되었으며, 그로데스크하지만 그와 동시에 통통 튀는 발랄한 연출이 돋보인다. 대체로 댄스 장면이 주가 되지만, 3D 그래픽과 일본 애니메이션을 연상시키는 듯한 2D 일러스트가 뮤직비디오 내에 수시로 등장하며 시각적 효과로서 큰 역할을 한다.
2011년 7월 9일 그녀의 레귤러 방송 《캬리의 웨이웨이 NICO 채널》 내에서 비디오의 일부가 공개됐다. 안무는 air:man, 의상은 이지마 쿠미코, 방의 미술장식은 마스다 세바스찬이 담당했다. 추가로, 이 PV 속에 나오는 통통한 체형의 댄서는 약 20년 가량의 경력이 있는 일본의 베테랑 댄서이다. 또한 캬리가 비디오 속에서 사용하는 스탠드마이크는 퀸의 프레디 머큐리를 모티브로 한 것이다.
뮤직비디오는 2023년 하반기를 기준으로, 유튜브에서 약 1.9억의 조회수를 기록하였으며, 일본을 넘어 전세계에서 큰 주목을 받았다.
SPACE SHOWER Music Video Awards 2012에서, 노미네이트 50작품으로 선택되며, androp과 함께, 특별상을 수상했다.

## 아트워크 크레딧
- 스티브 나카무라: 아트 디렉터, 디자이너
- 고니시 신지: 헤어 메이크
- 소야마 에리: 스타일리스트

## 발매일
| 지역 | 발매일          | 규격                        |
| ---- | --------------- | --------------------------- |
| 일본 | 2011년 7월 20일 | 휴대전화 단말용 풀버전 배포 |
| 일본 | 2011년 8월 17일 | CD - 《여보세요 하라주쿠》  |